# Sikorsky H-34
Sikorsky H-34 (tovarniška oznaka S-58) je bil enomotorni batnognani helikopter, ki ga je zasnoval Sikorsky kot protipodmorniški helikopter za Ameriško mornarico. H-34 je bil zasnovan na podlagi Sikorsky S-55. Prvi let je bil 8. marca 1954. V obdobju 1954–1970   so zgradili 2108 helikopterjev, ki jih je uporabljalo okrog 25 držav.
Na podlagi H-34 so razvili podobnega Westland Wessex.

## Specifikacije  (H-34 Choctaw)
Splošne karakteristike
- Posadka: 2
- Število sedežev: 16 vojakov ali 8 nosil
- Dolžina: 56 ft 8,5 in (17,28 m)
- Premer rotorja: 56 ft 0 in (17,07 m)
- Višina: 15 ft 11 in (4,85 m)
- Površina rotorjev: 2463 ft² (228,85 m²)
- Teža praznega letala: 7900 lb (3583 kg)
- Maks. vzletna teža: 14000 lb (6350 kg)
- Pogon letala: 1 ×  radialni motor Wright R-1820-84, 1525 KM (1137 kW)

 Zmogljivost 
- Maks. hitrost: 123 mph (107 vozlov, 198 km/h)
- Doseg: 293 km (182 milj)
- Višina leta: 4905 ft (1495 m)